# Altai-Pfeifhase
Der Altai-Pfeifhase (Ochotona alpina) ist eine Säugetierart aus der Familie der Pfeifhasen (Ochotonidae) innerhalb der Hasenartigen (Lagomorpha). Sie lebt in den nördlichen Gebirgsregionen um die Wüste Gobi sowie östlich und südlich des Baikalsees.

## Merkmale
Der Altai-Pfeifhase gehört mit einer Kopf-Rumpf-Länge von 15,2 bis 23,5 Zentimetern und einem Gewicht von 226 bis 360 Gramm zu den größeren Arten der Pfeifhasen, wobei Exemplare aus China in der Regel etwas kleiner sind als die nördlicher vorkommenden Tiere. Das Rückenfell ist im Sommer dunkel- bis kastanienbraun; die Flanken haben einen rötlich-braunen Schimmer. Die Bauchseite ist hellbraun bis weißlich-gelb. Im Winter ist das Fell blass grau-braun und der Kopf und der Hinterkörper besitzen gelbe Flecken.
Der Schädel ist kompakt, zugleich jedoch auch lang und schmal. Das Schneidezahnfenster und das Gaumenfenster sind vollständig voneinander getrennt. Die Stirn ist niedrig und flach und die Scheitelknochen sind leicht ausladend. Der Jochbogen ist kräftig und auf dem Schädel ist ein deutlicher Kamm ausgebildet.
Das Genom besteht aus einem haploiden Chromosomensatz von 2n = 42 Chromosomen.

## Verbreitung

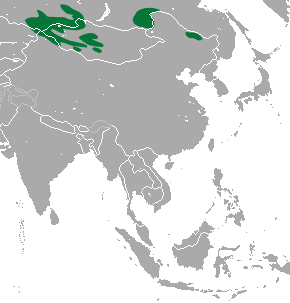
Verbreitungsgebiet des Altai-Pfeifhasen

Der Altai-Pfeifhase lebt in den nördlichen Gebirgsregionen um die Wüste Gobi sowie östlich und südlich des Baikalsees. Er ist in Teilen Kasachstans, der Mongolei, in Russland sowie im äußersten Nordwesten und Nordosten der Volksrepublik China zu finden. Dort kommt die Unterart O.a. cinereofusca in der Provinz Heilongjiang und die Unterart O.a. nitida im Autonomen Gebiet Xinjiang vor.
Die Art bevorzugt felsige Gebirgsregionen und baumbewachsene Geröllflächen als Lebensraum. Die Höhenverbreitung reicht im Altai von 400 bis 2.200 Metern, in China lebt der Altai-Pfeifhase nur in Höhen über 2.000 Metern.

## Lebensweise

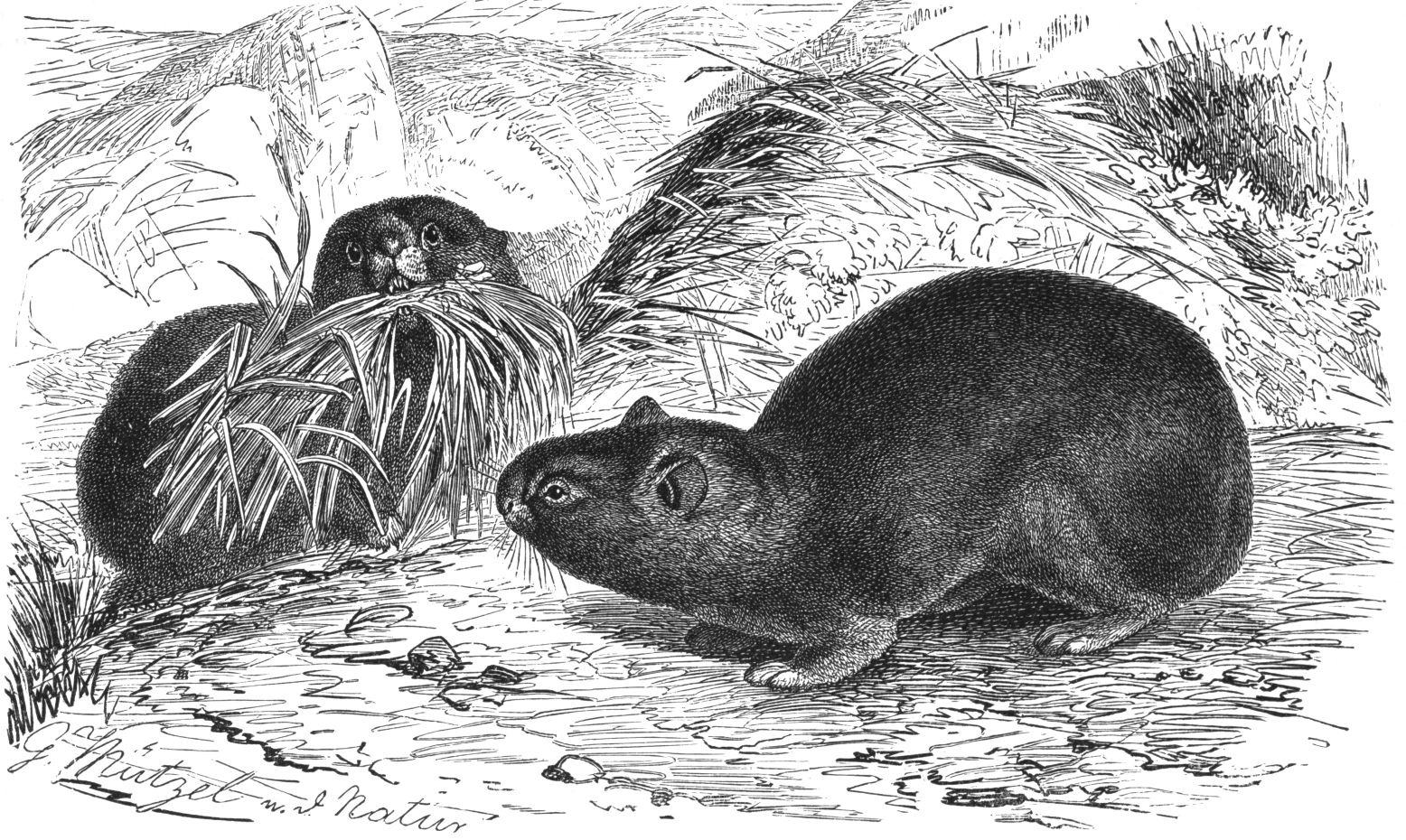
Zeichnung des Altai-Pfeihasen aus Brehms Tierleben, 1927

Der Altai-Pfeifhase lebt in der Regel in Familiengruppen mit einer Dichte von 10 bis 12 Tieren pro Hektar. Er ist tagaktiv, die Rufe können vor allem zur Paarungszeit jedoch bis in die Nacht gehört werden.
Er ernährt sich generalistisch von Pflanzen, die er in Ballen sammelt. Dabei stellen Moose, Kiefernzapfen und auch Zweige einen großen Teil der Nahrung dar. Die Ballen können dabei recht groß werden und die Tiere sammeln bis zu 30 Kilogramm Pflanzenteile pro Hektar, wodurch sie auch innerhalb des Ökosystems eine wichtige Rolle einnehmen. Besonders im Winter nach dem Schneefall werden die Pflanzenballen auch von anderen Tieren gefressen, darunter beispielsweise dem Altai-Maral oder dem Ren. Einer der wichtigsten Fressfeinde des Altai-Pfeifhase ist der Zobel.
Der Altai-Pfeifhase bringt zweimal im Jahr durchschnittlich drei Jungtiere zur Welt. Die Tragzeit beträgt dabei etwa 30 Tage und die Jungtiere haben bei der Geburt eine Länge von 5,8 bis 6,0 Zentimeter. Die Lebensdauer der Tiere beträgt maximal etwa sechs Jahre, besonders im Norden des Verbreitungsgebietes liegt sie jedoch bei etwa drei Jahren.

## Systematik
Der Altai-Pfeifhase wird als eigenständige Art den Pfeifhasen (Gattung Ochotona) und dort der Untergattung Pika zugeordnet. Von einigen Autoren wurde der Nördliche Pfeifhase (Ochotona hyperborea) dieser Art zugeordnet, er gilt jedoch unter anderem aufgrund der unterschiedlichen Anzahl der Chromosomen mittlerweile als eigene Art. Auch Ochotona argentata sowie die beiden amerikanischen Arten Alaska-Pfeifhase (Ochotona collaris) und Amerikanischer Pfeifhase (Ochotona princeps) wurden mit dem Altai-Pfeifhase zu einer Art zusammengefasst, werden jedoch heute alle als eigene Arten betrachtet.
Innerhalb der Art werden mit der Nominatform Ochotona alpina alpina sowie O. a. changaica, O. a. cinereofusca und O. a. sushkini vier Unterarten unterschieden. O. a. sushkini galt ursprünglich als Unterart von Ochotona pallasi.

## Gefährdung und Schutz
Die Art wird von der International Union for Conservation of Nature and Natural Resources (IUCN) aufgrund des großen Verbreitungsgebiets und der hohen Bestandszahlen als nicht gefährdet („least concern“) eingestuft. Größere Bedrohungen für den Artbestand sind nicht bekannt.

## Belege
1. 1 2 3 4 5 6 7  Alpine Pika. In: Andrew T. Smith, Yan Xie: A Guide to the Mammals of China. Princeton University Press, Princeton NJ 2008, ISBN 978-0-691-09984-2, S. 275–277.
2. 1 2 3 4 5 6 7 8  Ochotona alpina in der Roten Liste gefährdeter Arten der IUCN 2012.1. Eingestellt von: Andrew T. Smith, C. H. Johnston, 2008. Abgerufen am 3. Oktober 2012.
3. 1 2 3 4   Ochotona alpina (Memento vom 25. März 2016 im Internet Archive). In: Don E. Wilson, DeeAnn M. Reeder (Hrsg.): Mammal Species of the World. A taxonomic and geographic Reference. 2 Bände. 3. Auflage. Johns Hopkins University Press, Baltimore MD 2005, ISBN 0-8018-8221-4.
4. 1 2  Joseph A. Chapman, John E. C. Flux (Hrsg.): Rabbits, Hares and Pikas. Status Survey and Conservation Action Plan. International Union for Conservation of Nature and Natural Resources (IUCN), Gland 1990, ISBN 2-8317-0019-1, S. 37, (PDF; 11,3 MB).